# Mairie d'Hamina
La Mairie d'Hamina (finnois : Haminan raatihuone) est un bâtiment situé au centre d'Hamina en Finlande.

## Histoire
Le bâtiment de style baroque est conçu par Johann Brockman l'architecte du gouvernement de Viipuri. 
L'édifice est construit entre 1796 et 1798 au point central de la ville circulaire,. 
En 1840, le bâtiment est très endommagé par un incendie et le bâtiment est rénové dans les années 1840.
Cette rénovation conçue par l'architecte Carl Ludvig Engel lui donnera son  style néo-classique actuel et sa tour.  